# La Baule-Dakar
A La Baule-Dakar é uma corrida para veleiros que se ligava La Baule na França a Dakar no Senegal, criada em 1980.
Aberta aos multicascos foi ganha na primeira vez por Marc Pajot, em 83 por Pierre Follenfant, em 87 por Loïck Peyron, e em 91 por Laurent Bourgnon.
Entre 1980-83 era uma corrida em equipagem, em 87 a dois e em solitário na sua última versão de 1991.
Partidos de La Baule os velejadores tinham que passar uma marca nos Açores,  entre a Ilha do Faial e a Ilha do Pico <